# Saint-Julien-sur-Bibost
Saint-Julien-sur-Bibost este o comună în departamentul Rhône din sud-estul Franței. În 2009 avea o populație de 524 de locuitori.

## Evoluția populației
| An        | 1975 | 1982 | 1990 | 1999 | 2006 | 2009 |
| --------- | ---- | ---- | ---- | ---- | ---- | ---- |
| Populație | 358  | 361  | 404  | 507  | 527  | 524  |